# Страх и трепет (роман)
Страх и тре́пет (фр. Stupeur et tremblements) — автобиографический роман бельгийской писательницы Амели Нотомб, опубликованный в 1999 году. Центральным персонажем сюжета является женщина, заключённая в культурные императивы чужой страны.

## Сюжет
Амели Нотомб приезжает в Токио из Бельгии на работу в одной из крупных японских компаний  по годовому контракту. Нотомб уверена, что сможет жить в Японии, так как она родилась в этой стране. Однако, в скором времени Амели разочаровывается как в своей работе, так и в японцах в целом. Женщина оказывается в обществе женоненавистников, где считаются в порядке вещей оскорбления служащих. Ей приходится выполнять различную грязную работу, например, мыть туалеты. 
В конце концов Нотомб уезжает обратно в Бельгию, где начинает заниматься писательской деятельностью, опубликовав в 1992 году свой первый роман. В 1993 году она получает письмо от своей бывшей начальницы Мори Фубуки, в котором та поздравляет её с успешной карьерой.
Параллельные книге события описаны в романе «Токийская невеста».

## Критика
Пол Сибрайт в своей книге The Company of Strangers: A Natural History of Economic Life назвал роман «превосходным воскрешением эмоций». Роберт Патемэн и Марк Эллиот в книге Belgium отметили, что благодаря «Страху и трепету» Нотомб стала популярной писательницей. На сайте Amazon.com произведение имеет рейтинг 4,4 из 5 возможных. 

## Экранизация
В 2003 году вышел фильм «Страх и трепет»,  основанный на данном романе. В качестве режиссёра выступил Ален Корно. В главной роли снялась Сильви Тестю.

## Награды и номинации
| Год  | Награда                                      | Категория    | Результат |
| ---- | -------------------------------------------- | ------------ | --------- |
| 1999 | Большая премия Французской академии за роман | Лучший роман | Победа    |